# Estación Trece de Noviembre (Metrocable de Medellín)
La Estación Trece de Noviembre es la segunda tercera y última estación de la Línea M del Metrocable de Medellín.

## Diagrama de la estación
| SUELO    |                                                                  |                  |
|          | Plataforma en U, las puertas se abren a la derecha para ingresar | Salida / Entrada |
| Oriente  | ← hacia El Pinal                                                 | Salida / Entrada |
| Oriente  | ← hacia El Pinal                                                 | Salida / Entrada |
|          | Plataforma en U, las puertas se abren a la izquierda para bajar  | Salida / Entrada |
|          |                                                                  |                  |
| SOTANO 1 |                                                                  |                  |
| SOTANO 2 |                                                                  |                  |

- Datos: Q121651147